# كلود ماغني
كلود ماغني (بالفرنسية: Claude Magni)‏ ولد بتاريخ 11 سبتمبر 1950 في جيروند، فرنسا، هو دراج فرنسي سابق. سبق أن شارك في دورة الألعاب الأولمبية الصيفية.

## روابط خارجية
- كلود ماغني على موقع أرشيف الدراجات (الإنجليزية)
- كلود ماغني على موقع إحصائيات الدراجات الإحترافية (الإنجليزية)
- كلود ماغني على موقع CycleBase (الإنجليزية)
- كلود ماغني على موقع أوليمبيديا (الإنجليزية)